# Ivana Bentes
Ivana Bentes (Parintins, 29 de julho de 1964) é  ensaísta, professora, curadora e pesquisadora acadêmica brasileira, atuante na área de comunicação e cultura, com ênfase nas questões relativas ao papel da comunicação, da produção audiovisual e das novas tecnologias na cultura contemporânea. Foi diretora da Escola de Comunicação da UFRJ de 2006 a 2013 e de 2018 a junho de 2019 quando assumiu a Pró Reitoria de Extensão da UFRJ.
Graduada em   Comunicação Social (1986), concluiu o mestrado, com a tese Percepção e Verdade: da Filosofia ao Cinema (1991), e o doutorado em Comunicação, com a tese Cartas ao Mundo: Teoria e Biografia na obra de Glauber Rocha (1997), na Universidade Federal do Rio de Janeiro, onde é professora do Programa de Pós-Graduação em Comunicação e Cultura. Foi Diretora da Escola de Comunicação de 2006 a 2013. É autora de Cartas ao Mundo: Glauber Rocha (organização e introdução, publicado pela editora Companhia das Letras, 1997), Joaquim Pedro de Andrade: a revolução intimista (Editora Relume Dumará, 1996), Avatar: O Futuro do Cinema e a Ecologia das Imagens Digitais (Editora Sulina. 2010) Foi  co-editora das revistas Cinemais: Cinema e outras questões audiovisuais e Global (Rede Universidade Nômade).
De 1998 a 2010, apresentou o programa Curta Brasil, dedicado à exibição de filmes brasileiros de curta e média-metragem, bem como à discussão de aspectos ligados à linguagem e à produção cinematográficas, veiculado pela TVE Brasil, atual TV Brasil. É comentarista de cinema do programa Contraplano (2014) na SescTV
Especialista em filosofia da estética e no cinema de Glauber Rocha,  tem se dedicado à investigação de questões éticas no campo da produção audiovisual. Lançou no Brasil uma das discussões mais polêmicas sobre o cinema brasileiro contemporâneo, quando escreveu sobre a passagem dos temas propostos no manifesto a 'estética da fome', lançado por Glauber Rocha nos anos 1960, para o que definiu como a "cosmética da fome", questão que marcou alguns filmes comerciais brasileiros a partir dos anos 1990. A questão repercutiu ainda nas polêmicas em torno do filme Cidade de Deus, de Fernando Meirelles, e tem desdobramento em um amplo estudo sobre as imagens das periferias brasileiras na TV, cinema, arte e midia.
Atualmente suas pesquisas têm se voltado para os temas relacionados às periferias globais, o devir estético na cultura digital e capitalismo cognitivo e o campo da mídia-arte, arte e ativismo, redes colaborativas, arte e cognição.
Tem atuado também como curadora na área de artes visuais. Organizou as mostras Retrospectiva Arthur Omar para o MoMA-NY, em 1999 (curadoria de Lawrence Kardish) ; A Lógica do Êxtase (Centro Cultural Banco do Brasil-RJ e CCBB-SP, 2001), Esplendor dos Contrários (CCBB-SP, 2001), A Favela no Cinema (CCBB-RJ, 2001), A Cultura da Favela (CCBB-RJ e Instituto Goethe de Berlim e Munique, 2002 e 2003), Uma Outra Cidade: Imagens das Periferias (CCBB-DF, 2005). 
Foi produtora e organizadora no Brasil da mostra O Efeito Cinema na Arte Contemporânea (CCBB-RJ, 2003, com curadoria de Philippe Dubois). Foi também  curadora da exposição In Situ, para a Cine Cinematográfica (São Paulo, 2003). Fez a curadoria da Mostra Corpos Virtuais para o Centro Cultural Telemar (2005), a organização do Seminário Mídia da Crise ou Crise da Mídia? (ECO-UFRJ. 2006) e a coordenação da exposição Zooprismas: Instalações/Vídeo/Fotografias, de Arthur Omar para o Centro Cultural Telemar/oi Futuro (2006).
Como conferencista, tem participado de eventos relacionados às áreas de Comunicação, Artes Visuais, Cinema, Televisão e novas tecnologias da imagem. 
É companheira do cineasta, fotógrafo e artista Arthur Omar.

## Ensaios publicados
1. 	 Apresentação - O cinema como virtualização. In: Ivana Bentes  (org.). Ecos do Cinema - de Lumière ao digital. Rio de Janeiro: Editora UFRJ, 2007, v. , p. 11-13.
2. 	  Greenaway e a estilização do caos. In: Ivana Bentes  (org.). Ecos do Cinema - de Lumière ao digital. Rio de Janeiro: Editora UFRJ, 2007, v. , p. 169-181.
3. 	  David Cronenberg e o Cinema Biotecnológico. In: Ivana Bentes  (org.). Ecos do Cinema - de Lumière ao digital. Rio de Janeiro: Editora UFRJ, 2007, v. , p. 183-190.
4. 	  Sertões e Favelas no Cinema Brasileiro Contemporâneo. In: Ivana Bentes  (org.). Ecos do Cinema - de Lumière ao digital. Rio de Janeiro: Editora UFRJ, 2007, v. , p. 191-224.
5. 	  Vídeo e Cinema: rupturas reações e hibridismo. In: Arlindo Machado  (org.). Made in Brasil - Três Décadas do Vídeo Brasileiro. São Paulo: Editora Iluminuras Ltda, 2007, v. , p. 111-128.
6. 	  Multitropicalismo, Cine-sensação e Dispositivos Teóricos. In: Carlos Basualdo  (org.). Tropicália - Uma Revolução na Cultura Brasileira. São Paulo: Editora Cosac Naify, 2007, v. , p. 99-129.
7. 	 Bilde von Sertao und Favela im Zeitgenossischen brasilianischen Kino. Augen Blick - Im Schatten des Cinema novo - Kino und Filmwissenscaft in Brasilien. Marbug: Schuren, 2006, v. , p. 75-88.
8. 	Entre-tempo, entretenimento e comunicação. In: José Augusto Nogueira Kamel  (org.). Engenharia do Entretenimento - Meu vício, Minha virtude. Rio de Janeiro: E-papers Serviços Editoriais, 2006, v. , p. 81-86.
9. 	Mídia-Arte ou as estéticas da comunicação e seus modelos teóricos. In: Antonio Fatorelli e Fernanda Bruno  (org.). Limiares da Imagem. Rio de Janeiro: Mauad X, 2006, v. , p. 91-108.
10. 	"Romantisme, Marxisme et Messianisme". In: Dominique Bax  (org.). Glauber Rocha: anthologie du cinéma brésilien des annés 60 aux anées 80. 1 ed. Paris: Collection Magic Cinéma, 2005, v. , p. -.
11. 	"The Aesthetics of Violence in Brazilian Film. City of God in Several Voices". Nottingham: Critical, Cultural and Communications Press, 2005, v. , p. -.
12. 	Videoclipe, Cinema e Política. In: Maria Goretti Pedroso e Rosana Martins  (org.). Admirável Mundo MTV. São Paulo: Saraiva, 2005, v. , p. -.
13. 	Midia Arte: estéticas da comunicação e seus modelos teóricos. In: Ivana Bentes (org.). Corpos Virtuais: arte e tecnologia (edição esgotada). Rio de Janeiro: Centro Cultural Telemar, 2005, v. , p. 122-128.
14. 	BENTES, I. ; PESSOA, A. ; VIEIRA, João L. . Câmera-Faca O cinema de Sergio Bianchi. In: João Luiz Vieira  (org.). Câmera-Faca O cinema de Sergio Bianchi. 1ª ed. Rio de Janeiro: , 2004, v. , p. 015-057.
15. 	"Das Copyright des Elends und das Bild als Kapital". In: Stephen Lanz.   (org.) City of Coop Metro-Zones 5. 1ª ed. Berlim: B-books, 2004, v. , p. -.
16. 	Greenaway, a estilização do caos. In: Maria Esther Marciel (org.). O Cinema Enciclopédico de Peter Greenaway. 1ª ed. São Paulo: Unimarco, 2004, v. , p. -.
17. 	Vídeo e Cinema: uma história de rupturas, reações e hibridismo. In: Arlindo Machado  (org.). Made in Brasil: três décadas do vídeo brasileiro. 1ª ed. São Paulo: Itaú Cultural, 2003, v. 1, p. 113-132.
18. 	" The sertão and the favela in contemporay Brazilian film"'. In: Lúcia Nagib  (org.). The New Brazilian Cinema. 1ª ed. New York: I. B. Tauris/The Center for Brazilian Studies, Univ. of Oxford, 2003, v. 1, p. 121-137.
19. 	"Sertões e Favelas nel cinema brasiliano contemporâneo: Estética e Cosmetica della Fame." In: Gian Luigi De Rosa  (org.). Alle Redici del Cinema Brasileiro. 1ª ed. Milão: Salerno, 2003, v. 1, p. 223-237.
20. 	Política e estética do mito em Deus e o Diabo na Terra do Sol. In: João Cezar de Castro Rocha (org.). Nenhum Brasil Existe - Pequena Enciclopédia. 1 ed. Rio de Janeiro: Topbooks, 2003, v. , p. 981-991.
21. 	Deus e o Diabo na Terra do Sol/ Black God, White Devil. In: Alberto Elena; Mariana Díaz López  (org.). The Cinema of Latin America. 1ª ed. Londres: Wallflower Press, 2003, v. , p. 88-97.
22. 	H.O and Cinema World. In: Carlos Basualdo  (org.). Hélio Oiticica: quase-cinemas. Ohio: Kölnisher Kunstverein, 2002, v. , p. 139-155.
23. 	 O Cinema do Presente: novos sujeitos do discurso Político. In: Centro Cultural Banco do Brasil (org.). De Olhos Bem Abertos: Mostra Internacional de Cinema Engajado. Rio de Janeiro: Centro Cultural Banco do Brasil, 2002, v. , p. -.
24. 	 Terra de Fome e Sonho: o paraíso material de Glauber Rocha. In: Fundación Santillana  (org.) Ressonâncias do Brasil. Santillana del Mar: Fundación Santillana, 2002, v. , p. -.
25. 	BENTES, I. ; COCCO, G. . Imagem, Pensamento e Resistência. In: Giuseppe Cocco, Pacheco, A. e Paulo Vaz  (org.). O Trabalho da Multidão: Império e Resistências. Rio de Janeiro: Gryphus - Museu da República, 2002, v. 1, p. 01-206.
26. 	 A Imagem Contemporânea: do modelo industrial ao biotecnológico. In: Nizia Villaça; Fred Goes. (Org.). Nas Fronteiras do Contemporâneo. Rio de Janeiro: Mauad, 2001, v. , p. 173-186.
27. 	 "Apocalipsis estetico: Ameryka del hambre, del sueño y del trance". In: Carlos Basualdo; Octavio Zaya; Alicia Chilida  (org.). Eztetyka del Sueño: Versiones del Sur. Madrid: Museu Nacional Centro de Arte Reina Sofia, 2001, v. , p. 47-64.
28. 	 "Politics and Aesthetics of Myth in Black God, White Devil". In: João Cezar de Castro Rocha (org.). Brazil 2001: a Revisionary History of Brazilian Literature and Culture. Massachusetts: University of Massachusetts Dartmouth, 2001, v. , p. 659-669.
29. 	"The Sertao and the Favela in Contemporary Brazilian Film". In: João Luiz Vieira (org.). Cinema Novo and Beyond. New York: Museum of Modern Art -MOMA, 1999, v. , p. 113-123.
30. 	 Romantismo, Messianismo e Marxismo em Glauber. In: Ângela Dias (org.).  A Missão e o Grande Show: políticas culturais nos anos 60 e depois. Rio de Janeiro: Editora Tempo Brasileiro, 1999, v. , p. -.
31. 	Estéticas da Violência na Cultura Brasileira. In: Angêla Dias (org.).  A Missão e o Grande Show: políticas culturais nos anos 60 e depois. Rio de Janeiro: Editora Tempo Brasileiro., 1999, v. , p. -.
32. 	 Glauber e o fluxo audiovisual antropofágico. In: Ângela Dias (org.).   A Missão e o Grande Show: políticas culturais nos anos 60 e depois.  Rio de Janeiro: Tempo Brasileiro, 1999, v. , p. -.
33. 	Do Nacional ao Trasnacional. In: Angela Dias. (Org.). A Missão e o Grande Show: políticas Culturais nos anos 60 e depois. Rio de Janeiro: Tempo Brasileiro, 1999, v. , p. -.
34. 	 Arthur Omar: o êxtase da imagem. Antropologia da Face Gloriosa. Fotografias de Arthur Omar. São Paulo: Cossac & Naify, 1998, v. , p. 9-18.
35. 	 Globalização eletrônica e América Latina. In: Philadelpho Menezes.  (org.).  Signos Plurais: mídia, arte, cotidiano na globalização. São Paulo: Experimento, 1997, v. , p. -.
36. 	 Cultura e Comunicação na América Latina: Globalização Eletrônica. In: Clóvis Brigagão (org.).   Globalização na América Latina: Integração Solidária. Brasília: Fundação Alexandre de Gusmão. FUNAG., 1997, v. , p. -.
37. 	Do Paleocibernético ao Biotecnológico. In: Daniela Bousso (org.). Arte e Tecnologia: Pioneiros e Contemporâneos. São Paulo: Paço das Artes, 1997, v. , p. -.
38. 	 A Enciclopédia digital. In: Associação de Críticos de Cinema do Rio de Janeiro (org.). Cinema. Rio de Janeiro: Jorge Zahar Editor, 1994, v. , p. -.
39. 	 Arqueologia do Invisível. In: Marcello Dantas (org.).  Bill Viola: Território do Invisível. Rio de Janeiro: Centro Cultural Banco do Brasil, 1994, v. , p. -.

## Livros
1. 	BENTES, I. (Org.) . Ecos do Cinema - de Lumière ao digital. Rio de Janeiro: Editora UFRJ, 2007. 284 p.
2. 	BENTES, I. (Org.) . Corpos Virtuais: Arte e Tecnologia. 1. ed. Rio de Janeiro: Centro Cultural Telemar, 2005. v. 1. 180 p.
3. 	BENTES, I. . Glauber Rocha. Cartas Ao Mundo (Org. e Introdução). 1. ed. SÃO PAULO: COMPANHIA DAS LETRAS, 1997. 794 p.
4. 	BENTES, I. (Org.) . Radio Nova 1: Constelações da Radiofonia Contemporânea. RIO DE JANEIRO: PUBLIQUE- UFRJ, 1997. 170 p.
5. 	BENTES, I. (Org.) . Radio Nova 2: Constelações da Radiofonia Contemporânea. RIO DE JANEIRO: PUBLIQUE, 1997. 176 p.
6. 	BENTES, I. . Canudos: 100 Anos. RIO DE JANEIRO: MINISTÉRIO DA CULTURA, 1997. 150 p.
7. 	BENTES, I. . Joaquim Pedro de Andrade: A Revolução Intimista. RIO DE JANEIRO: RELUME-DUMARÁ, 1996. 172 p.